# 쌀박물관
쌀박물관은 농협중앙회가 어린이들과 일반인들에게 쌀의 가치와 영양학적 우수성 등을 널리 알려 올바른 식습관을 형성할 목적으로 운영하는 농업박물관이다. 2012년 1월 10일 개관하였다. 서울특별시 중구 새문안로 16에 있다.

## 시설
'쌀박물관'은 1층 전시홍보관과 2층 체험관으로 구성되어 있다.

### 전시 홍보관
전시홍보관에는 벼의 성장과정 및 전파경로, 쌀의 효능, 국산 쌀 브랜드 등을 전시하고 있다. 쌀로 만든 가공식품과 홀태, 매통 등 조상들이 사용하던 옛날 농기구들도 함께 전시하고 있다.

### 체험관
체험관은 요리교실과 문화교실로 운영되며 쌀을 주제로 한 요리, 문화체험 프로그램을 운영하고 있다. 어린이와 주부, 일반인 등 연간 1만명 정도가 체험할 수 있다. 간단한 쌀 음료와 음식도 시식해 볼 수 있다.

## 운영
'쌀박물관'은 화요일부터 일요일까지 오전 9시부터 오후 5시까지 문을 열며 입장료는 무료이다. 매주 월요일은 휴관한다.